# Pachypops pigmaeus
Pachypops pigmaeus és una espècie de peix de la família dels esciènids i de l'ordre dels perciformes.

## Morfologia
- Els mascles poden assolir 5,6 cm de longitud total.[4][5]

## Hàbitat
És un peix d'aigua dolça, de clima tropical i pelàgic.

## Distribució geogràfica
Es troba a Sud-amèrica: conques dels rius Branco i Madeira (conca del riu Amazones al Brasil).

## Observacions
És inofensiu per als humans.